# IV liiga
De IV liiga is de zesde en tevens laagste voetbalcompetitie van Estland. In het seizoen van 2024 spelen er 22 clubs in deze competitie. De clubs zijn verdeeld in de volgende twee poules: noord/west (põhi/lääs) en noord/oost (põhi/ida). Beide poules bevatten 11 clubs. Enkele van de tweede en derde teams van ploegen uit de hogere competities zijn aanwezig in deze competitie. Nieuw opgerichte clubs krijgen de mogelijkheid om te starten in deze competitie. 